# ما فرشته نیستیم (فیلم ۱۹۸۹)
ما فرشته نیستیم (به انگلیسی: We're No Angels) فیلمی کمدی به کارگردانی نیل جردن محصول سال ۱۹۸۹ (۱۳۶۸ خورشیدی) است. رابرت دنیرو، شان پن و دمی مور از بازیگران فیلم هستند. ما فرشته نیستیم  با اقبال ّعمومی روبرو نشد و ارمغانش  برای سازندگان فیلم ضرر ۱۰ میلیون دلاری گیشه بود.  فیلم مارمولک ساخته کمال تبریزی، اقتباسی از این فیلم است.

## طرح فیلم
دو محکوم که از زندان فرار کرده‌اند، مجبور می‌شوند برای عبور از مرز، برای مدتی در یک شهر مرزی نقش کشیشان را بازی کنند. وانمود کردن به کشیش بودن باعث می‌شود که در درون متحول گردند.